# Гладышев, Андрей Владимирович
Андре́й Влади́мирович Гла́дышев (14 января 1962, Саратов, СССР) — советский и российский историк, специалист по изучению истории и историографии Французской революции XVIII века и Наполеоновских войн, общественной мысли Франции XIX века. Доктор исторических наук. Дипломант премии имени А. Леруа-Больё (2019). Автор российских учебников для школ и высших учебных заведений. Один из лидеров «новой русской школы» в историографии Французской революции XVIII века.

## Биография
В 1979 году поступил на исторический факультет СГУ. По окончании университета в 1984 году был принят на должность лаборанта в Саратовский педагогический институт им. К. А. Федина, а с 1988 года начал преподавать в этом вузе. Параллельно в 1986—1989 годах учился в аспирантуре СГУ, где под руководством И. Д. Парфёнова написал и в 1990 году защитил диссертацию на соискание учёной степени кандидата исторических наук по теме «К.-А. Сен-Симон и Французская революция конца XVIII века». В 2004 году защитил диссертацию на соискание учёной степени доктора исторических наук по теме «К.-А. Сен-Симон в идейной жизни Франции времён Консульства и Империи».
В период Перестройки активно занимался общественно-политической деятельностью, являясь в 1989—1991 годах депутатом Областного совета Саратовской области. В дальнейшем от политики отошёл, сконцентрировавшись на научных исследованиях по истории социалистической мысли Франции и на преподавательской работе.
С 1999 года и по настоящее время работает на историческом факультете СГУ. С 2015 г. руководит кафедрой региональной истории и музееведения СГУ.
Продолжая в 2000-е годы свои исследования по истории социалистических идей во Франции, А. В. Гладышев кроме того занимался изучением советской и пост-советской историографии Французской революции XVIII века, проблемами исторической памяти Франции и вопросами методологии исторического знания. С 2001 года он входит в редакционный совет международного научного издания «Французский ежегодник», с 2010 года возглавляет альманах «История и историческая память».
С 2010-х годов в сфере научных интересов А. В. Гладышева находится также история завершающего этапа Наполеоновских войн и, в частности, взаимных представлений друг о друге французов и русских в этот период. В 2019 г. его монография «1814 год. „Варвары Севера имеют честь приветствовать французов“» была отмечена дипломом международной премии им. А. Леруа-Больё.

## Научные труды

### Монографии
- Миры Сен-Симона. От Старого порядка в Реставрации. Саратов: Изд-во СГУ, 2003. 610 с.
- Миры К.-А.Сен-Симона. Между Наполеоном и Людовиком XVIII. Саратов: Изд-во СГУ, 2014. 428 с.
- 1814 год. «Варвары Севера имеют честь приветствовать французов». М.: Политическая энциклопедия, 2019. 407 с.
- Мушка в паутине. Мир глазами феминистки XIX века. М.: Политическая энциклопедия, 2021. 175 с.
- «Свои» и «Чужие»: Франция перед лицом вторжения в 1814 году. М.: Политическая энциклопедия, 2023. 302 с.
- Чума в Средиземноморье. Средние века и Новое время. М.: Наука, 2025. 215 с. (в соавторстве с Т. В. Кущ, Е. А. Кимленко, А. Форрестом и А. В. Чудиновым).
- Невидимые враги армии Наполеона. Война и эпидемии / Под ред. А. В. Гладышева и А. В. Чудинова. М.: Тион, 2025. 328 с. (в соавторстве с А. В. Чудиновым, Т. А. Косых и В. Н. Земцовым).

### Учебные пособия
- Введение во вспомогательные (специальные) исторические дисциплины. Саратов: Изд-во СГПИ, 2000. 116 с.
- История: учебник для 10 класса. Среднее (полное) общее образование (базовый уровень). / Под ред. А. В. Чудинова и А. В. Гладышева. М.: Издательский центр «Академия», 2006. 352 с. (в соавторстве).
- История: учебник для 10 класса (базовый уровень) / Под ред. А. В. Чудинова и А. В. Гладышева. М.: Издательский центр «Академия», 2008; 2-е изд. — 2011; 3-е и 4-е изд. — 2012. 352 с. (в соавторстве).
- История: учебник для 11 класса (базовый уровень) / Под ред. А. В. Чудинова и А. В. Гладышева. М.: Издательский центр «Академия», 2009; 2-е доп. изд. — 2011; 3-е и 4-е изд. — 2012. 384 с. (в соавторстве).
- История для гуманитарных направлений: учебник для студ. учреждений высшего образования. М.: Издательский центр «Академия», 2015. 352 с. (в соавторстве с А. В. Чудиновым и Д. Е. Лукониным).
- Введение в специальность «История». Саратов: Изд-во СГУ, 2018. 80 с.

### Статьи
- Г. С. Кучеренко штрихи биографии // Французский ежегодник 2002: Историки Франции. К 100-летию В. М. Далина (1902—1985). М.: Едиториал УРСС, 2002. С. 183—206.
- Французская революция: взгляд из XXI века // Вопросы истории. 2007. № 10. С. 66-73.
- Французская контрреволюция: взгляд из XXI века // Французский ежегодник 2017: Франция и Средиземноморье в Новое и Новейшее время. М.: ИВИ РАН, 2017. C. 406—420.
- Антропологический поворот в военной истории // Диалог со временем. 2017. Т. 59. С. 136—150.
- Оккупация как предмет военно-антропологических исследований // Французский ежегодник 2018: Межкультурные контакты в период иностранной оккупации. М.: ИВИ РАН, 2018. C. 10-21.